# Nicole Ishida
Nicole Ishida, jap. 石田ニコル (* 29. Mai 1990 in Iwakuni, Japan) ist eine japanische Filmschauspielerin, die auch als Model arbeitet.

## Leben und Wirken
Nicole Ishida, Tochter eines russisch-amerikanischen Vaters und einer japanischen Mutter, modelte bereits als Kind, bis sie fünf Jahre alt war. Anschließend besuchte sie die Iwakuni High School der Yamaguchi-Präfektur, ehe sie während einer Shoppingtour in Fukuoka erneut für das Modelling entdeckt wurde. Nicole Ishida war unter anderem das Werbegesicht für Beauty-Produkte bzw. Firmen wie Veet, Swivel, Walea und SHO-BI. Nach ihrem Schulabschluss studierte sie zeitweilig an der medizinischen Fakultät der Universität von Tokio medizinische Radiologie und wurde 20-jährig als Model erstmals auch vor die Kinofilmkamera geholt.
Im Jahre 2012 gab sie mit ihrer Mitwirkung in dem Musical Rent auch ihren Einstand auf der Bühne. Seit 2014 steht Nicole Ishida, beginnend mit der Negativrolle des „bösen Mädchens“ Erena in der Fernsehserie First Class, regelmäßig vor der Kamera und stellt seitdem ihre Modelltätigkeit sukzessive etwas zurück. Die zierliche, lediglich 1,68 Meter Körpergröße besitzende Künstlerin wirkte fortan vor allem in Fernsehserien mit, gelegentlich aber auch in Kinoproduktionen. Nachhaltig in Erinnerung geblieben ist sie mit ihrer Schurkin-Rolle der Jiru in der Manga-Verfilmung Cutie Honey: Tears.

## Filmografie
- 2011: Paradaisu kisu
- 2014: First Class (TV-Serie)
- 2014: Shanti Days: 365-nichi, Shiawase no Kokyû
- 2015: Samurai Sensei (TV-Serie)
- 2015: Atelier (TV-Serie)
- 2016: Cutie Honey: Tears
- 2016: Mohóhan (TV-Serie, eine Folge)
- 2017: Etchan (TV-Serie)
- 2018: Survival Wedding (TV-Serie)
- 2019: Parallel World Love Story
- 2019: Himitsu Senshi Phantomirage! (TV-Mehrteiler)